# Tommy i Tuppence
Thomas Beresford i Prudence Cowley, poznatiji kao Tommy i Tuppence su dvojica izmišljenih detektiva, likovi u djelima spisateljice Agatha Christie. 
Pojavljuju se u pet djela Agathe Christie:
- Tajanstveni suparnik (1922.)
- Zajedno protiv zločina (1929.)
- N ili M? (1941.)
- Zla sudba (1968.)
- Ništa nije tako tajno (1973.)

Tommya i Tuppence na filmu su prikazali Francesca Annis i James Warwick u dugometražnom filmu Tajanstveni suparnik (1982.) i seriji od 10 jednosatnih epizoda Agatha Christe's Partners in Crime (1983.).